# Matthias van Rossum
Matthias van Rossum (Maarn, 1984) is een Nederlands historicus en is sinds 1 februari 2024 verbonden als bijzonder hoogleraar aan de Radboud Universiteit.

## Biografie
Van Rossum groeide op in Maarsbergen en studeerde tussen 2002 en 2007 geschiedenis aan de Vrije Universiteit Amsterdam. Hier volgde hij na zijn bachelor een tweejarige onderzoeksmaster en voor zijn masterscriptie verkreeg Van Rossum de JR Bruijnprijs, deze werd gepubliceerd onder de titel Hand aan hand (Blank en Bruin). Na zijn studie begon hij in 2008 als promovendus aan de VU en het IISG. In 2013 voltooide van Rossum zijn scriptie aan de VU.
In 2015 verkreeg Van Rossum een Veni beurs van NWO voor het onderzoeksproject "Between local debts and global markets: Explaining slavery in South and Southeast Asia 1600-1800". Hij was vervolgens ook betrokken bij het team van het IISG dat onderzoek deed naar het slavernijverleden van de stad Amsterdam. Een ander onderzoek waarbij Van Rossum betrokken was in opdracht van de overheid was de betrokkenheid van de Nederlandse staat bij de slavernijgeschiedenis.
Op 1 februari 2024 verkreeg Van Rossum door het IISG en de Radboud Universiteit de nieuw opgerichte leerstoel "Global Histories of Labour and Colonialism". De opdracht van deze leerstoel is "om nieuwe inzichten te verkrijgen over het Nederlandse en Europese koloniale verleden door bronnen en perspectieven van onderaf te bestuderen."